# Charles B. Griffith
Pour les articles homonymes, voir Griffith.
Charles B. Griffith est un acteur, producteur, réalisateur et scénariste américain, né le 23 septembre 1930 à Chicago, dans l'Illinois, et mort le 28 septembre 2007 à San Diego, en Californie (États-Unis).

## Filmographie

### comme scénariste
- 1956 : Gunslinger
- 1956 : It Conquered the World
- 1957 : Naked Paradise
- 1957 : Flesh and the Spur (en)
- 1957 : Not of This Earth, de Roger Corman
- 1957 : Attack of the Crab Monsters
- 1957 : The Undead
- 1957 : Rock All Night
- 1957 : Teenage Doll
- 1958 : Ghost of the China Sea (en)
- 1959 : Forbidden Island (en)
- 1959 : Un baquet de sang (A Bucket of Blood)
- 1959 : La Bête de la caverne hantée (Beast from Haunted Cave)
- 1960 : Ski Troop Attack
- 1961 : Atlas
- 1961 : La Créature de la mer hantée
- 1966 : Les Anges sauvages (The Wild Angels)
- 1966 : La Sœur de Satan (The She Beast) de Michael Reeves
- 1975 : La Course à la mort de l'an 2000 (Death Race 2000)
- 1975 : The Swinging Barmaids (en)
- 1976 : À plein gaz (Eat My Dust)
- 1980 : Docteur Heckyl et Mister Hype (en)
- 1988 : Le Vampire de l'espace (Not of This Earth)
- 1989 : Wizards of the Lost Kingdom II
- 1995 : Not of This Earth

### comme réalisateur
- 1959 : Forbidden Island (en)
- 1976 : À plein gaz (Eat My Dust)
- 1979 : Up from the Depths (en)
- 1980 : Docteur Heckyl et Mister Hype (en)
- 1981 : Le Convoi des casseurs (en) (Smokey Bites the Dust)
- 1989 : Wizards of the Lost Kingdom II

### comme acteur
- 1956 : It Conquered the World : Dr Pete Shelton
- 1957 : Attack of the Crab Monsters : Tate
- 1960 : La Petite boutique des horreurs (The Little Shop of Horrors) : Kloy / Drunk at dentist / Screaming patient / Voice of Audrey Junior / Burglar at flower shop
- 1961 : Atlas : Greek soldier
- 1976 : Hollywood Boulevard : Mark Dentine
- 1982 : Eating Raoul

### comme producteur
- 1957 : Attack of the Crab Monsters
- 1958 : Ghost of the China Sea (en)
- 1961 : Atlas